# SN 2008dt
SN 2008dt – supernowa typu Ia odkryta 30 czerwca 2008 roku w galaktyce NGC 6261. W momencie odkrycia miała maksymalną jasność 17,20m.